# ال‌سی‌دی با نورپس‌زمینه ال‌ئی‌دی

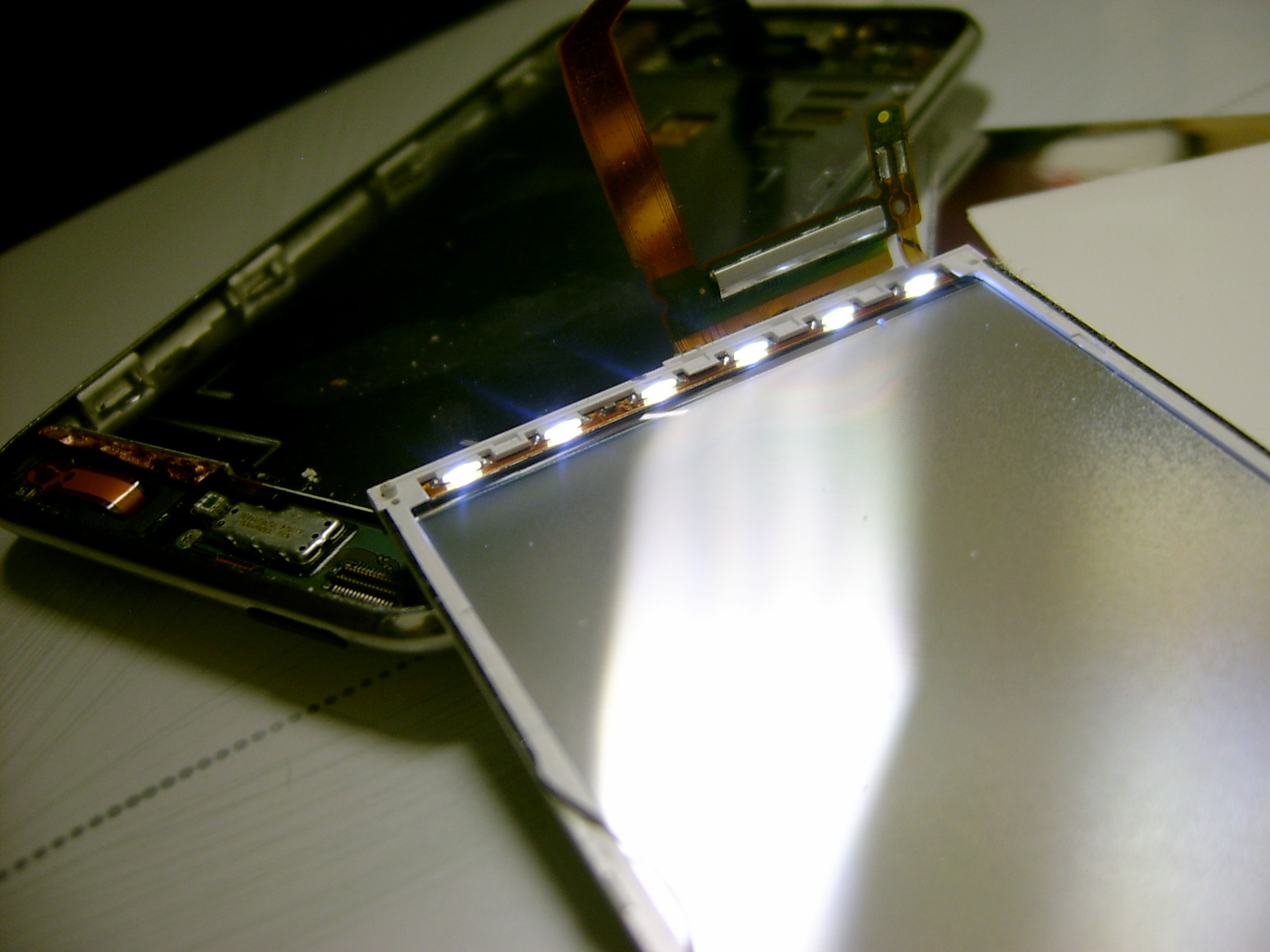
یک اپل آی‌پاد تاچ که برای نشان‌دادن مجموعه‌ای از ال‌ئی‌دی‌های لبه-سفید که با دستگاه روشن می‌شوند، ازهم جداشده است

یک ‌ال‌سی‌دی با نور پس‌زمینه ال‌ئی‌دی (به انگلیسی: LED-backlit LCD)، یک نمایشگر کریستال مایع است که از ال‌ئی‌دی برای نور پس‌زمینه به جای نور پس‌زمینه فلورسنت کاتد سرد (CCFL) استفاده می‌کند. نمایشگرهای ال‌ایی‌دی با نور پس‌زمینه از فناوری‌های ال‌سی‌دی تی‌اف‌تی (نمایشگر کریستال مایع با ترانزیستور فیلم نازک) مانند ال‌سی‌دی با نور پس‌زمینه سی‌سی‌اف‌ال استفاده می‌کنند، اما مزایای مختلفی نسبت به آنها دارند.
در حالی که یک صفحه نمایش ال‌ئی‌دی نیست، تلویزیونی که از چنین ترکیبی از نور پس‌زمینه ال‌ایی‌دی با پنل ال‌سی‌دی استفاده می‌کند، توسط برخی از تولیدکنندگان و تامین‌کنندگان به عنوان یک تلویزیون LED تبلیغ می‌شود.

## مزایا
در مقایسه با نورپس‌زمینه سی‌سی‌اف‌ال قبلی، استفاده از ال‌ایی‌دی برای نورپس‌زمینه فراهم می‌کند:
- گاموت رنگ (با آرجیی‌بی-ال‌ایی‌دی یا QDEF)[۳][۴] و محدوده کم‌نورسازی (به انگلیسی: dimming) گسترده‌تر[۵][۶]
- نسبت کنتراست بزرگتر
- بسیار باریک (بعضی از صفحه‌نمایش‌ها در پانل‌های دارای روشن-لبه (به انگلیسی: edge-lit) کمتر از ۰٫۵ اینچ (۱۳ میلیمتر) نازک هستند)
- به‌طور قابل‌توجهی سبک‌تر و خنک تر، به اندازه نصف وزن کل شاسی و سیستم یک سی‌سی‌اف‌ال قابل‌مقایسه
- به‌طورمعمول ۲۰ تا ۳۰ درصد مصرف توان کمتر و طول‌عمر بیشتر
- قابلیت‌اطمینان بیشتر[۷]